# Кауб
Кауб (нім. Kaub) — місто в Німеччині, розташоване в землі Рейнланд-Пфальц. Входить до складу району Рейн-Лан. Складова частина об'єднання громад Лорелай.
Площа — 12,98 км2. Населення становить 850 ос. (станом на 31 грудня 2020).